# マリオ・ナシンベーネ
マリオ・ナシンベーネ（Mario Nascimbene, 1913年11月28日 - 2002年1月6日）は、イタリアの映画音楽作曲家。
ミラノ生まれ。ミラノ音楽院でイルデブランド・ピツェッティに学ぶ。
ジュゼッペ・デ・サンティスやロベルト・ロッセリーニの作品をはじめ、ハリウッド映画の音楽も多く手掛け、ニーノ・ロータと並ぶイタリア映画界を代表する作曲家として知られた。
ナストロ・ダルジェント作曲賞を3回受賞している（1952年、1960年、1968年）。
2002年1月6日死去。88歳。

## 主なディスコグラフィー
- ローマ11時 Roma ore 11 (1952)
- 夢のカバン La Valigia dei sogni (1953)
- 巷の恋 L'amore in città (1953)
- 裸足の伯爵夫人 The Barefoot Contessa (1954)
- 恋愛時代 Giorni d'amore (1954)
- ギャングと過ごすヴァカンス Vacanze col gangster (1954)
- アレキサンダー大王 Alexander the Great (1956)
- 人間と狼 Uomini e lupi (1957)
- 武器よさらば A Farewell to Arms (1957)
- 静かなアメリカ人 The Quiet American (1958)
- ヴァイキング The Vikings (1958)
- 年上の女 Room at the Top (1959)
- ソロモンとシバの女王 Solomon and Sheba (1959)
- 激しい季節 Estate violenta (1959)
- スペインの休日 Scent of Mystery (1960)
- カルタゴ Cartagine in fiamme (1960)
- 息子と恋人 Sons and Lovers (1960)
- 鞄を持った女 La ragazza con la valigia (1961)
- バッカスの狂宴 Le baccanti (1961)
- びっくり大将 Romanoff and Juliet (1961)
- 剣と十字架 Francis of Assisi (1961)
- コンスタンチン大帝 Costantino il grande (1961)
- 楽しい泥棒日記 The Happy Thieves (1961)
- バラバ Barabbas (1961)
- スパイがいっぱい Where the Spies Are (1965)
- 国境は燃えている Le soldatesse (1965)
- 殺しのビジネス Se tutte le donne del mondo (1966)
- 恐竜100万年 One Million Years B.C. (1966)
- ファウスト悪のたのしみ Doctor Faustus (1967)
- 地獄の戦場コマンドス Commandos (1968)
- 恐竜時代 When Dinosaurs Ruled the Earth (1970)
- 高校教師 La prima note di quiete (1972)